# Çandarlı II. Halil Pascha

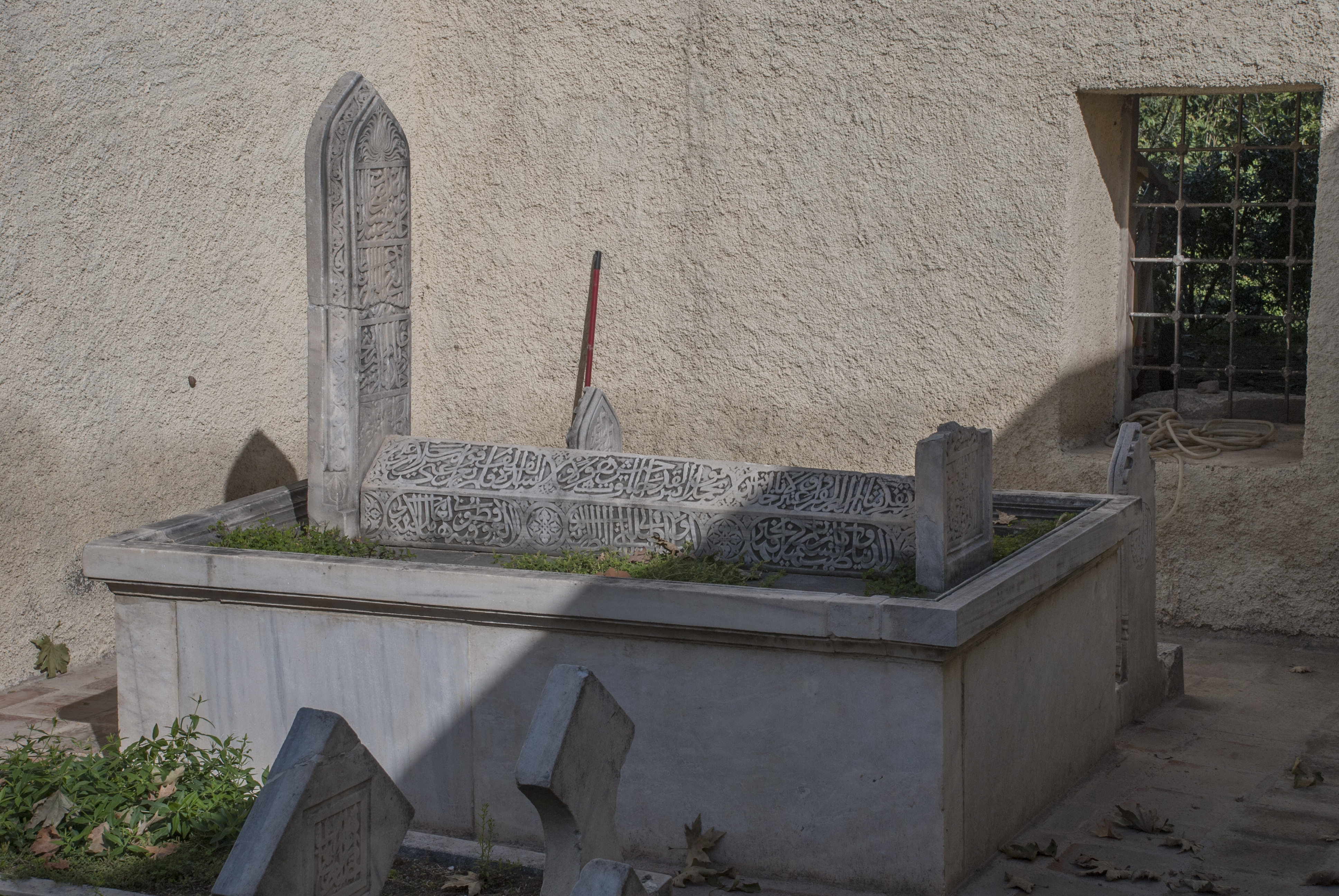
Grab in Iznik

Çandarlı II. Halil Pascha ( gestorben am 1. Juni 1453 in Konstantinopel) war von 1439 unter Murad II. und Mehmed II. bis zu seiner Hinrichtung Großwesir des Osmanischen Reiches. Er entstammte der einflussreichen Çandarlı-Familie, die bereits zuvor drei Mal das Amt des Großwesirs gestellt hatte. Seine Amtszeit war geprägt von wirtschaftlichen Erfolgen, die die deutliche territoriale Expansion des Osmanischen Reiches unter Mehmed II. ermöglichen sollten, aber auch von Macht- und Richtungskämpfen, die schließlich mit seiner Hinrichtung endeten.

## Aufstieg unter Murad II.
Nachdem Halil Pascha 1439 seinem Vorgänger Koca Mehmed Nizamüddin Pascha ins Amt des Großwesirs gefolgt war, lagen die Regierungsgeschäfte unter der Regentschaft des politisch vergleichsweise desinteressierten Sultans Murad II. zunächst vollständig in seiner Hand. Bald jedoch entwickelte sich eine Rivalität zwischen ihm und einigen Beratern des Kronprinzen Mehmed II., insbesondere mit dessen Lehrer Akşemseddin, der die Grenzen des Reiches signifikant erweitern wollte, während Halil Pascha und Murad eher daran gelegen war, den Status quo zu erhalten, um den Thron zu sichern.
1444 trat Murad nach Abschluss eines Friedensvertrag mit Ungarn zugunsten seines minderjährigen Sohnes Mehmed ab, um dessen Nachfolge sicherzustellen, übernahm jedoch bald wieder die Führung, um einem Angriff durch die Kreuzfahrer entgegentreten zu können. Mehmed blieb nominell auf dem Thron, wurde jedoch schließlich auf Drängen des Großwesirs mit Unterstützung der Janitscharen 1446 wieder durch seinen Vater ersetzt. Die politische Führung durch Halil Pascha bewirkte in dieser Zeit einen erheblichen wirtschaftlichen Aufschwung, und Städte wie Bursa und Edirne entwickelten sich rasant.

## Machtverlust und Hinrichtung unter Mehmed II.
Nach dem Tod Murads II. 1451 übernahm Mehmed II. wieder den Thron und bereitete gegen den Widerstand Halil Paschas, der weiter im Amt blieb, seinen Einfluss jedoch an die Berater des jungen Sultans abgeben musste, einen Angriff gegen Konstantinopel vor. Nach der Eroberung 1453 hatte er schließlich genug Prestige gewonnen, sich seines alten Gegners endgültig zu entledigen: Halil Pascha wurde wegen Verrats angeklagt, verurteilt und zwei Tage nach der Eroberung Konstantinopels als erster osmanischer Großwesir überhaupt öffentlich hingerichtet.
Sein Sohn Çandarlı II. İbrahim Pascha konnte der Ungnade entgehen und wurde 1498 als letztes Mitglied des Çandarlı-Familie ebenfalls zum Großwesir ernannt. Gänzlich erholte sich die Familie von der Schmach jedoch nie; nur wenige ihrer Nachkommen bekleideten nach 1453 noch einflussreiche Posten.